# Festival aux champs
 (août 2023).
Le Festival aux champs, ou « Festival de la Patate », est un festival de musique et de chansons ayant aussi pour thème la pomme de terre, né en 1987. Il a lieu à Chanteix, en Corrèze, durant quatre jours.

## Histoire
Le festival est fondé par des jeunes de la région, habitué à organiser une fête annuelle dans la commune auparavant. L'objectif est d'apporter la culture en milieu rural dans une ambiance festive et originale. En 1987, ils organisent la première édition du festival, avec des artistes locaux mais également Noir Désir, qui vient de sortir son premier album. Devant le succès de cette édition, ils réitèrent l'année suivante avec Hugues Auffray en tête d'affiche. Le festival sera cependant mis en sommeil après des désaccords locaux,. 
En 1996, Jean-François Poumier, déjà présent sur les premières éditions et entré depuis au conseil municipal l'année précédente, décide de relancer le festival. En plus de l'aspect artistique, l'organisation y inclut une « fête de la patate » placée sous l'égide de la monnaie locale « Zapatatas » et où il est possible de déguster des spécialités corréziennes (farcidure ...) ou d'assister à un concours de miassou.
Depuis 2001, la gestion du festival est assurée par l'association « Tuberculture ». La programmation se décline sous plusieurs facettes : musique classique, musique actuelle, rock, chanson française...
Jusqu'à 2019, le festival se déroule mi-août. Après une année blanche due à la pandémie de Covid-19, le festival reprend en 2021 désormais mi-juillet.

## Fréquentation
En 2018, le festival affiche 4 800 entrées payantes sur 4 jours, en hausse de 20 %. L'année suivante, le festival voit cependant sa billetterie reculer et les organisateurs lancent un appel aux dons pour assurer la survie de l'événement en 2020.